# Vulkathunha-Gammon Ranges National Park
Vulkathunha-Gammon Ranges National Park är en park i Australien. Den ligger i delstaten South Australia, omkring 500 kilometer norr om delstatshuvudstaden Adelaide.
Trakten runt Vulkathunha-Gammon Ranges National Park är nära nog obefolkad, med mindre än två invånare per kvadratkilometer.. Det finns inga samhällen i närheten. 
Omgivningarna runt Vulkathunha-Gammon Ranges National Park är i huvudsak ett öppet busklandskap. Genomsnittlig årsnederbörd är 295 millimeter. Den regnigaste månaden är februari, med i genomsnitt 113 mm nederbörd, och den torraste är oktober, med 1 mm nederbörd.